# Flavio Giupponi
Flavio Giupponi (Bergamo, 9 mei 1964) is een voormalig Italiaans wielrenner. Giupponi was een zeer goed klassementsrenner, maar behaalde nooit een grote eindoverwinning. In 1989 werd hij tweede in het eindklassement van de Ronde van Italië, nadat hij in 1987 als vijfde en in 1988 als vierde was geeïndigd.

## Belangrijkste overwinningen
1984
- Eindklassement Wielerweek van Lombardije
- Ronde van de Aostavallei

1985
- Giro delle Regioni

1990
- Ronde van de Apennijnen

## Resultaten in voornaamste wedstrijden
| Jaar | Ronde van Italië | Ronde van Frankrijk | Ronde van Spanje |
| ---- | ---------------- | ------------------- | ---------------- |
| 1986 | 43e              |                     |                  |
| 1987 | 5e               |                     |                  |
| 1988 | 4e               |                     |                  |
| 1989 | ↑ (1)            |                     | opgave           |
| 1990 | 17e              | opgave              |                  |
| 1991 | opgave           |                     | opgave           |
| 1992 | 14e              |                     | 101e             |
| 1993 | 11e              |                     | opgave           |
| 1994 | 17e              |                     | opgave           |

| Jaar | Milaan-San Remo | Ronde van Lombardije | Parijs-Tours |  | Wereldranglijsten |
| ---- | --------------- | -------------------- | ------------ |  | ----------------- |
| 1986 |                 | 6e                   | 74e          |  |                   |
| 1987 |                 | 8e                   |              |  | 36e (SPP)         |
| 1988 |                 |                      |              |  |                   |
| 1989 |                 |                      |              |  |                   |
| 1990 |                 |                      |              |  |                   |
| 1991 | 71e             |                      |              |  |                   |
| 1992 | 123e            |                      |              |  |                   |
| 1993 |                 |                      |              |  |                   |
| 1994 | 96e             |                      |              |  |                   |